# Maison Joséphine (Croissy-sur-Seine)
La demeure de Joséphine est situé sur la commune du Croissy-sur-Seine, dans le département des Yvelines. La propriété fait l’objet d’une inscription au titre des monuments historiques depuis le 22 mai 1974.